# Comuna Makedonî, Mîronivka
Makedonî (în ucraineană Македони) este o comună în raionul Mîronivka, regiunea Kiev, Ucraina, formată din satele Kuleșiv, Makedonî (reședința) și Mali Prîțkî.

## Demografie
Componența lingvistică a comunei Makedonî
     Ucraineană (97,94%)
     Rusă (1,83%)
     Alte limbi (0,11%)
Conform recensământului din 2001, majoritatea populației comunei Makedonî era vorbitoare de ucraineană (97,94%), existând în minoritate și vorbitori de rusă (1,83%).